# サンチアゴ・フジモリ

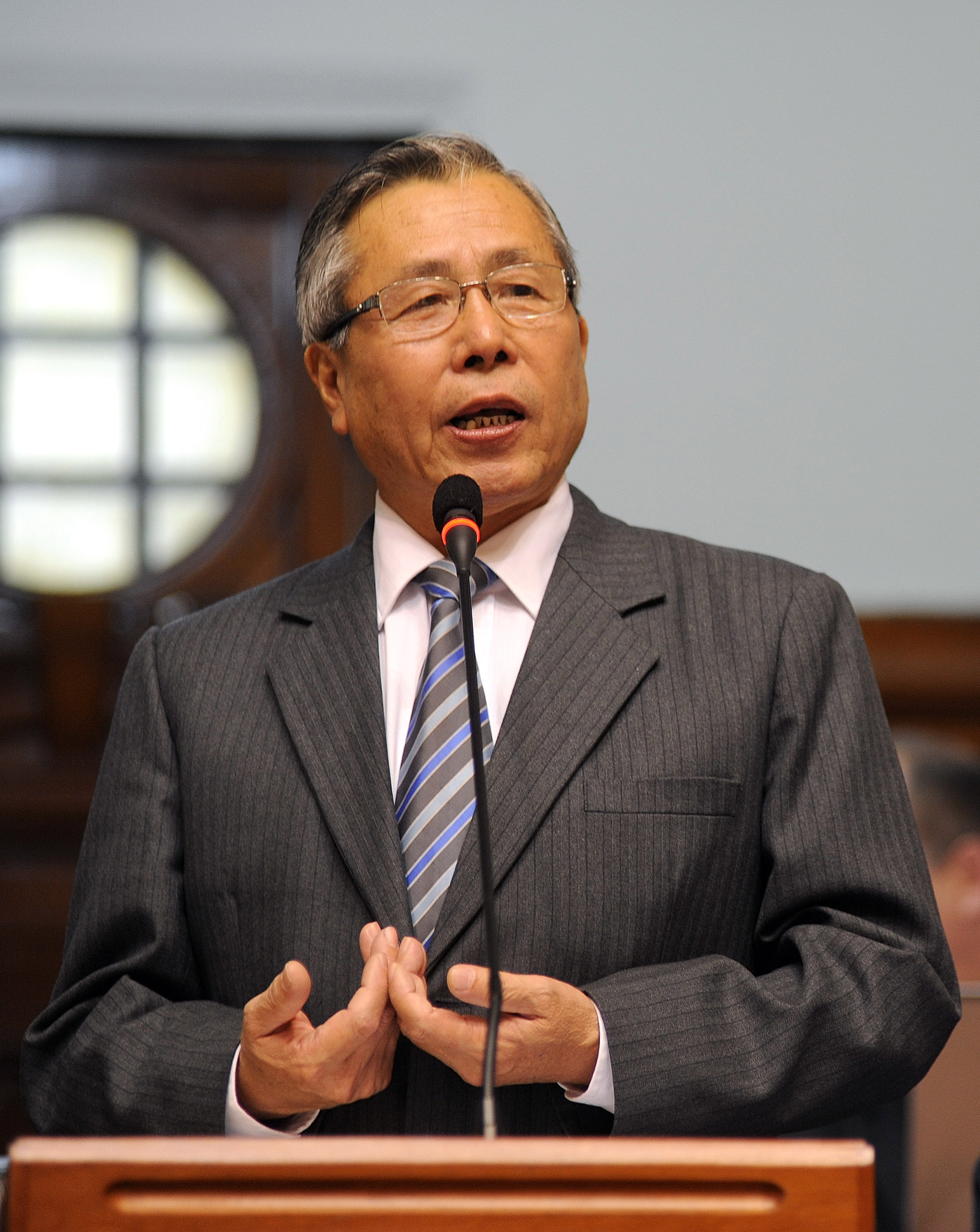
サンチアゴ・フジモリ・イノモト

サンチアゴ・フジモリ・イノモト（Santiago Fujimori Inomoto、1946年12月3日 - ）は、ペルー・リマ出身の弁護士、政治家。
ペルー共和国元大統領・アルベルト・フジモリの弟。

## 経歴
1996年12月の在ペルー日本大使公邸占拠事件においては母とともに人質となった。母はその後解放されたが、サンチアゴは事件終結まで公邸内に抑留された。
実兄のアルベルトが汚職疑惑で立件・係争中であるため、フジモリ派政党・未来同盟を実質的に運営している。
2006年の総選挙ではリマ選挙区から出馬、22,992票を獲得し、国会議員に選出される。同選挙区からは姪であるケイコ・フジモリも出馬、こちらも当選を果たしている。また、同選挙と同時に実施された大統領選では、実兄のアルベルトの出馬が禁じられたため、アルベルトの側近・マルタ・チャベスの副大統領候補として重複立候補している。
実兄・アルベルトが大統領在任時に専用機購入疑惑で検察から告発を受けたが、2008年1月には裁判で無罪が確定している。